# 吉田真由美
吉田真由美（日语：吉田まゆみ，1954年12月19日—），日本漫畫家，東京都世田谷區出身。

## 經歷
吉田真由美因為喜歡水野英子和西谷祥子的作品，小學時起練習畫漫畫。高中開始投稿雜誌《瑪格麗特》、《Ribon》，1973年以〈朋の願いはいつ…〉得獎出道
。
1980年以作品《れもん白書》獲第4屆講談社漫畫賞少女部門賞。

## 相關人物
吉田真由美和漫畫家赤星民子（赤星たみこ）是多年好友。